# Taketomi
Taketomi (Japans: 竹富町, Taketomi-chō) is  een  Japanse gemeente  in  het  district Yaeyama in de prefectuur Okinawa. Op 1 november 2009 had de gemeente 4077 inwoners. De bevolkingsdichtheid bedroeg 12,2 inw./km². De oppervlakte van de gemeente is 334,02 km². Bestuurlijk vormt de gemeente een onderdeel van de subprefectuur Yaeyama (八重山支庁, Yaeyama-shichō). 
Tot  Taketomi  behoren alle eilanden van de Yaeyama-groep behalve de eilanden Ishigaki en Yonaguni en de omstreden  Senkaku-eilanden. 
De gemeente strekt zich uit over de eilanden Iriomote, Taketomi, Kohama, Kuroshima, Hateruma en Hatoma.  Het gemeentehuis van Taketomi bevindt zich op het eiland Ishigaki, dat geen deel uitmaakt van de gemeente. 

## Vervoer
Luchthaven Hateruma bevindt zich op het eiland Hateruma.